# Petit-Fayt
Petit-Fayt è un comune francese di 302 abitanti situato nel dipartimento del Nord nella regione dell'Alta Francia.

## Società

### Evoluzione demografica
Abitanti censiti